# Трокский привилей
Тро́кский привиле́й 6 мая 1434 года — издан великим князем литовским Сигизмундом Кейстутовичем в ходе гражданской войны 1432—1438 годов для завоевания симпатий православных на подвластных территориях.

## История
Городельская уния 1413 года существенно ограничила права православной знати Великого княжества Литовского (привилегии и права, аналогичные правам польской знати, включая право использовать гербы, получали только принявшие католицизм представители литовской знати). В конце 1420-х годов великому князю литовскому Витовту не удалось избавиться от польского влияния, новый великий князь Свидригайло Ольгердович в 1432 году начал войну с Польшей и в том же году был свергнут Сигизмундом. Зимой 1433 года польский король Ягайло издал привилей (указ), в котором уравнивал в феодальных правах русских православных вельмож (князей, бояр и шляхту) с литовскими магнатами-католиками. В 1434 году аналогичный привилей издал Сигизмунд, который позволял иметь шляхетские гербы и привилегии православным русинам, чтобы не было никакого разлада и чтобы они пользовались равными милостями. В 1435 году он в битве под Вилькомиром нанёс решающее поражение Свидригайлу.
Проект обновлённой унии был составлен в Литве в 1496 году. Исследуя, почему же русские православные дворяне, оказавшиеся под властью Литвы, стали её с известного времени покидать, переходя на службу Москве, американский учёный О. Бэкус отмечает, что при переработке из прежнего текста унии исчезли разделы, определявшие отношение к православным гражданам в государстве. В связи с предоставлением Польшей прав дворянам из Литвы в новом тексте лишь отмечалось без уточнений, что некоторые дворяне получат разрешение на личные гербы и иные знаки достоинства в Польше.